# Бэнуорт, Кайла
Кайла Бэнуорт (англ. Kayla Banwarth; род. 21 января 1989 года, Дубьюк, штат Айова, США) — американская волейболистка и волейбольный тренер, либеро. Бронзовый призёр Олимпиады-2016, чемпионка мира 2014.

## Биография
Волейболом начала заниматься в католической средней школе «Уалерт» города Дубьюка. В 2006 году была признана лучшим игроком года штата Айова в юниорской категории. В 2007 году поступила в Университет Небраски в Линкольне, где стала выступать за местную команду, в составе которой принимала участие в чемпионатах Национальной ассоциации студенческого спорта (англ. National Collegiate Athletic Association, сокр. NCAA).
В 2011—2014 выступала в заграничных профессиональных клубах Австрии, Германии и Азербайджана. В составе австрийского ВК «СВС Пост» в 2012 году выиграла «золото» чемпионата и Кубка Австрии и чемпионата MEVZA (Среднеевропейской волейбольной зональной ассоциации). В 2012/13 играла за немецкий «Дрезднер» (серебряный призёр чемпионата Германии), а в 2013/14 — за «Рабиту», в составе которой победила в чемпионате Азербайджана и стала бронзовым призёром Лиги чемпионов ЕКВ. После этого завершила игровую карьеру.
С 2011 по 2016 годы являлась игроком сборной США, в составе которой становилась бронзовым призёром Олимпийских игр 2016, чемпионкой мира 2014, призёром Кубка мира 2015 и Всемирного Кубка чемпионов 2013, чемпионкой Гран-при 2015, призёром Панамериканских игр 2011, двукратной чемпионкой NORCECA, двукратным победителем розыгрышей Панамериканского Кубка. 
В 2016 году Кайла Бэнуорт перешла на тренерскую работу. До 2023 — тренер университетских команд Небраски и Миссисипи. С 2024 — главный тренер ВК «Атланта Вайб», выступающей в чемпионате Профессиональной волейбольной федерации (PVF) США. В чемпионате 2025 команда из Атланты на предварительной стадии заняла 2-е место, но в полуфинале плей-офф уступила команде «Орландо Вэлкайрис» и выбыла из борьбы за «золото». В 2025 Бэнуорт вошла в тренерский штаб женской старшей молодёжной сборной США.

### Клубная карьера
- 2007—2010 —  Университет Небраски;
- 2011—2012 —  «СВС Пост» (Швехат);
- 2012—2013 —  «Дрезднер» (Дрезден);
- 2013—2014 —  «Рабита» (Баку).

### Тренерская карьера
- 2016—2020 —  Университет Небраски — тренер;
- 2016—2020 —  Миссисипский университет — тренер;
- с 2024 —  «Атланта Вайб» (Атланта) — главный тренер;
- с 2025 —  женская старшая молодёжная сборная США — тренер.

## Игровые достижения

### Со сборной США
- бронзовый призёр Олимпийских игр 2016.
- чемпионка мира 2014.
- бронзовый призёр розыгрыша Кубка мира 2015.
- серебряный призёр Всемирного Кубка чемпионов 2013.
- чемпионка Мирового Гран-при 2015;
  - серебряный призёр Мирового Гран-При 2016.
- бронзовый призёр Панамериканских игр 2011.
- двукратная чемпионка NORCECA — 2013, 2015.
- двукратный победитель розыгрышей Панамериканского Кубка — 2012, 2013.

### С клубами
- чемпионка Австрии 2012.
- победитель розыгрыша Кубка Австрии 2012.
- серебряный призёр чемпионата Германии 2013.
- чемпионка Азербайджана 2014.

- бронзовый призёр Лиги чемпионов ЕКВ 2014.
- чемпионка MEVZA 2012.

### Индивидуальные
- 2013: лучшая на приёме розыгрыша Панамериканского Кубка.
- 2015: лучшая на приёме чемпионата NORCECA.